# União dos Camponeses e Verdes Lituanos
A União dos Camponeses e Verdes Lituanos (em lituano: Lietuvos valstiečių ir žaliųjų sąjunga, LVŽS) é um partido político agrário da Lituânia.
Fundado em 2001, o partido, inicialmente, sempre foi um partido de relativa pouca importância na política lituana, até às eleições de 2016, em que o partido obteve um resultado espectacular, passando de 1 deputado para 54 deputados, ao conseguir 22% dos votos. Após as eleições, o partido formou um governo de coligação com o Partido Social-Democrata da Lituânia.
Ideologicamente, o partido é descrito como centrista, tecnocrata, agrário, e descrito pelo jornalista lituano Virgis Valentinavicius como "a mistura da extrema-esquerda em questões económicas e da extrema-direita em algumas questões sociais, tudo temperado com uma retórica antissistema de mudança radical".

## Resultados eleitorais

### Eleições legislativas
| Data | Líder               | M. Proporcional | M. Proporcional | M. Proporcional | M. Proporcional | M. Proporcional | M. Uninominal | M. Uninominal | M. Uninominal  | M. Uninominal | M. Uninominal | Deputados | +/- | Estatuto |
| Data | Líder               | Cl.             | Votos           | %               | +/-             | D               | Cl.           | Votos         | %              | +/-           | D             | Deputados | +/- | Estatuto |
| ---- | ------------------- | --------------- | --------------- | --------------- | --------------- | --------------- | ------------- | ------------- | -------------- | ------------- | ------------- | --------- | --- | -------- |
| 2004 | Kazimira Prunskienė | 6.º             | 78 902          | 6,60 / 100,00   |                 | 5               | 5.º           | 89 006        | 7,67 / 100,00  |               | 0             | 10 / 141  |     | Governo  |
| 2004 | Kazimira Prunskienė | 6.º             | 78 902          | 6,60 / 100,00   | 7.º             | 5               | 41 266        | 4,29 / 100,00 |                | 5             |               | 10 / 141  |     | Governo  |
| 2008 | Kazimira Prunskienė | 9.º             | 46 162          | 3,73 / 100,00   | 2,87            | 0               | 8.º           | 64 328        | 5,24 / 100,00  | 2,53          | 0             | 3 / 141   | 7   | Oposição |
| 2008 | Kazimira Prunskienė | 9.º             | 46 162          | 3,73 / 100,00   | 2,87            | 0               | 8.º           | 36 658        | 4,58 / 100,00  | 0,29          | 3             | 3 / 141   | 7   | Oposição |
| 2012 | Ramūnas Karbauskis  | 8.º             | 53 141          | 4,05 / 100,00   | 0,32            | 0               | 7.º           | 61 981        | 4,80 / 100,00  | 0,44          | 0             | 1 / 141   | 2   | Oposição |
| 2012 | Ramūnas Karbauskis  | 8.º             | 53 141          | 4,05 / 100,00   | 0,32            | 0               | 10.º          | 11 430        | 1,38 / 100,00  | 3,20          | 1             | 1 / 141   | 2   | Oposição |
| 2016 | Ramūnas Karbauskis  | 2.º             | 274 108         | 22,45 / 100,00  | 18,40           | 19              | 2.º           | 229 769       | 19,15 / 100,00 | 14,35         | 0             | 54 / 141  | 53  | Governo  |
| 2016 | Ramūnas Karbauskis  | 2.º             | 274 108         | 22,45 / 100,00  | 18,40           | 19              | 1.º           | 311 611       | 35,27 / 100,00 | 33,89         | 35            | 54 / 141  | 53  | Governo  |
| 2020 | Ramūnas Karbauskis  | 2.º             | 204 791         | 18,07 / 100,00  | 4,38            | 16              | 2.º           | 169 370       | 15,22 / 100,00 | 3,93          | 0             | 32 / 141  | 22  | Oposição |
| 2020 | Ramūnas Karbauskis  | 2.º             | 204 791         | 18,07 / 100,00  | 4,38            | 16              | 2.º           | 209 718       | 23,62 / 100,00 | 11,65         | 16            | 32 / 141  | 22  | Oposição |
| 2024 |                     |                 |                 |                 |                 |                 |               |               |                |               |               |           |     |          |

### Eleições presidenciais
| Data    | Candidatura apoiada | 1ª Volta | 1ª Volta | 1ª Volta       | 2ª Volta | 2ª Volta | 2ª Volta       | Notas                   |
| Data    | Candidatura apoiada | Cl.      | Votos    | %              | Cl.      | Votos    | %              | Notas                   |
| ------- | ------------------- | -------- | -------- | -------------- | -------- | -------- | -------------- | ----------------------- |
| 2002-03 | Kazimira Prunskienė | 6.º      | 72 925   | 5,04 / 100,00  |          |          |                |                         |
| 2004    | Kazimira Prunskienė | 2.º      | 264 681  | 21,25 / 100,00 | 2.º      | 651 024  | 47,35 / 100,00 |                         |
| 2009    | Kazimira Prunskienė | 5.º      | 53 778   | 3,91 / 100,00  |          |          |                |                         |
| 2014    | Bronis Ropė         | 7.º      | 55 263   | 4,21 / 100,00  |          |          |                |                         |
| 2019    | Saulius Skvernelis  | 3.º      | 279 413  | 19,72 / 100,00 |          |          |                | Candidato independente. |

### Eleições europeias
| Data | Cabeça de lista    | Cl.  | Votos   | %              | +/-  | Deputados | +/- |
| ---- | ------------------ | ---- | ------- | -------------- | ---- | --------- | --- |
| 2004 | Gintaras Didžiokas | 5.º  | 89 452  | 7,41 / 100,00  |      | 1 / 13    |     |
| 2009 |                    | 11.º | 10 285  | 1,87 / 100,00  | 5,54 | 0 / 12    | 1   |
| 2014 | Bronis Ropė        | 7.º  | 75 643  | 6,61 / 100,00  | 4,74 | 1 / 11    | 1   |
| 2019 | Bronis Ropė        | 3.º  | 158 190 | 12,56 / 100,00 | 5,95 | 2 / 11    | 1   |